# Salix arctica
Salix arctica, hay liễu Bắc Cực, là một loài thực vật có hoa trong họ Liễu. Loài này được Pall. miêu tả khoa học đầu tiên năm 1788.
Đây là loài cây bụi không bao giờ mọc cao quá 60 cm. Cây mọc thành bụi và tạo thành thảm dày trên mặt đất. Loài này đã thích nghi để tồn tại trong điều kiện khắc nghiệt của vùng Bắc Cực, đặc biệt là vùng đài nguyên.

## Mô tả
Salix arctica có cành non màu vàng nhạt, về sau chuyển sang màu nâu đỏ hoặc nâu hạt dẻ, bề mặt nhẵn. Cuống lá dài khoảng 5–10 mm, khá dày, có rãnh và phủ lông mềm. Phiến lá có hình trứng ngược thuôn dài, hình elip hoặc hình trứng, kích thước khoảng 2–3 cm dài và 1–2 cm rộng. Mặt dưới lá màu xanh nhạt, thường nhẵn, đôi khi có lông dài dọc theo gân giữa, đặc biệt khi còn non thì có nhiều lông mềm; mặt trên màu xanh, gốc lá rộng dạng nêm, mép nguyên, đầu tù. Hoa đuôi sóc mọc ở đầu cành, dạng trụ mảnh, dài 2–3 cm. Lá bắc màu nâu đỏ, hình elip thuôn dài, mặt trên có lông mịn. Hoa đực có hai nhị rời nhau. Khi ra quả, hoa cái kéo dài, cuống có mang lá kèm và phủ lông mềm. Bầu nhụy hình trụ dài, có lông tơ; vòi nhụy dài khoảng 1 mm, đầu nhụy chia hai thùy. Quả nang màu nâu đỏ, dài 5–6 mm, hơi có lông. Cây ra hoa vào tháng 6–7, kết quả vào tháng 8.
Mặc dù có kích thước nhỏ, đây là một loài thực vật sống lâu, phát triển rất chậm trong khí hậu của vùng Bắc Cực. Ở phía đông Greenland, đa số các cá thể đều khoảng 60 năm tuổi. Đặc biệt, một cá thể được xác định là đã 236 tuổi.

## Phân bố
S. arctica mọc ở vùng lãnh nguyên tại Bắc Mỹ, châu Âu và châu Á. Đây là loài thực vật thân gỗ mọc xa về phía bắc nhất trên thế giới, vượt xa giới hạn của cây gỗ đến tận rìa đất liền ở bờ biển phía bắc Greenland.
Loài này được tìm thấy ở vùng ôn đới Châu Á, bao gồm Kazakhstan, Nga và Tân Cương, Trung Quốc. Ở châu Âu, nó phân bố tại Nga châu Âu (phía đông và phía bắc), quần đảo Faroe và Iceland. Tại châu Mỹ, loài này xuất hiện ở Canada, Washington của Mỹ, vùng cận Bắc Cực và Greenland.

## Sinh thái học
Cây liễu Bắc Cực là nguồn thức ăn của nhiều loài động vật ở Bắc Cực. Bò xạ, tuần lộc, thỏ Bắc Cực và chuột lemming đều ăn vỏ và cành non của cây, trong khi chồi non là nguồn thức ăn chính của loài gà gô đá.
Loài cây này còn là vật chủ và là nguồn thức ăn chủ yếu của sâu bướm lông Bắc Cực.

## Công dụng
Cả người Inuit và Gwich’in đều sử dụng loài liễu này. Cành cây được dùng làm nhiên liệu, trong khi những bông hoa đã phân hủy (suputiit) được trộn với rêu và dùng làm bấc cho kudlik (đèn dầu truyền thống). Cây còn được sử dụng với nhiều mục đích y học, như làm dịu đau răng, cầm máu, chữa tiêu chảy và khó tiêu, cũng như đắp lên vết thương như một loại thuốc đắp.
Cả người Gwich’in và Inuit  đều được biết là đã ăn một số bộ phận của cây này — vốn có hàm lượng vitamin C cao và có vị ngọt. Một lá non chứa lượng vitamin C cao gấp 7 đến 10 lần so với cam. Phần bên trong của chồi non (trừ phần vỏ) có thể ăn sống, bao gồm cả những chồi mọc dưới mặt đất.

## Hình ảnh

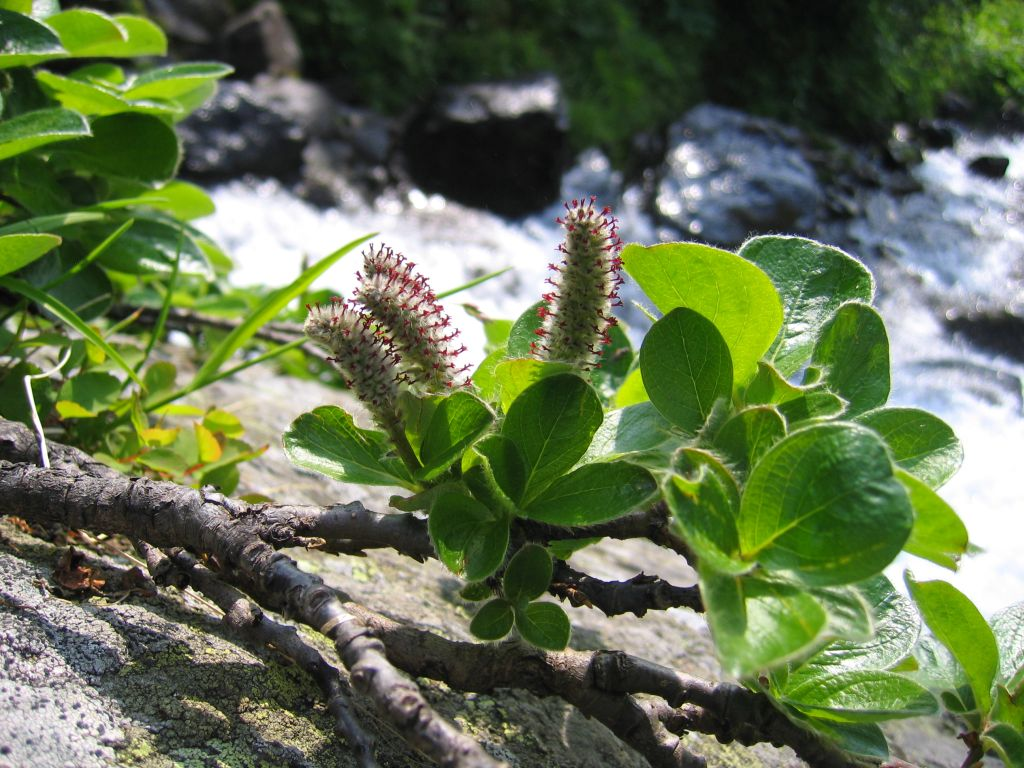
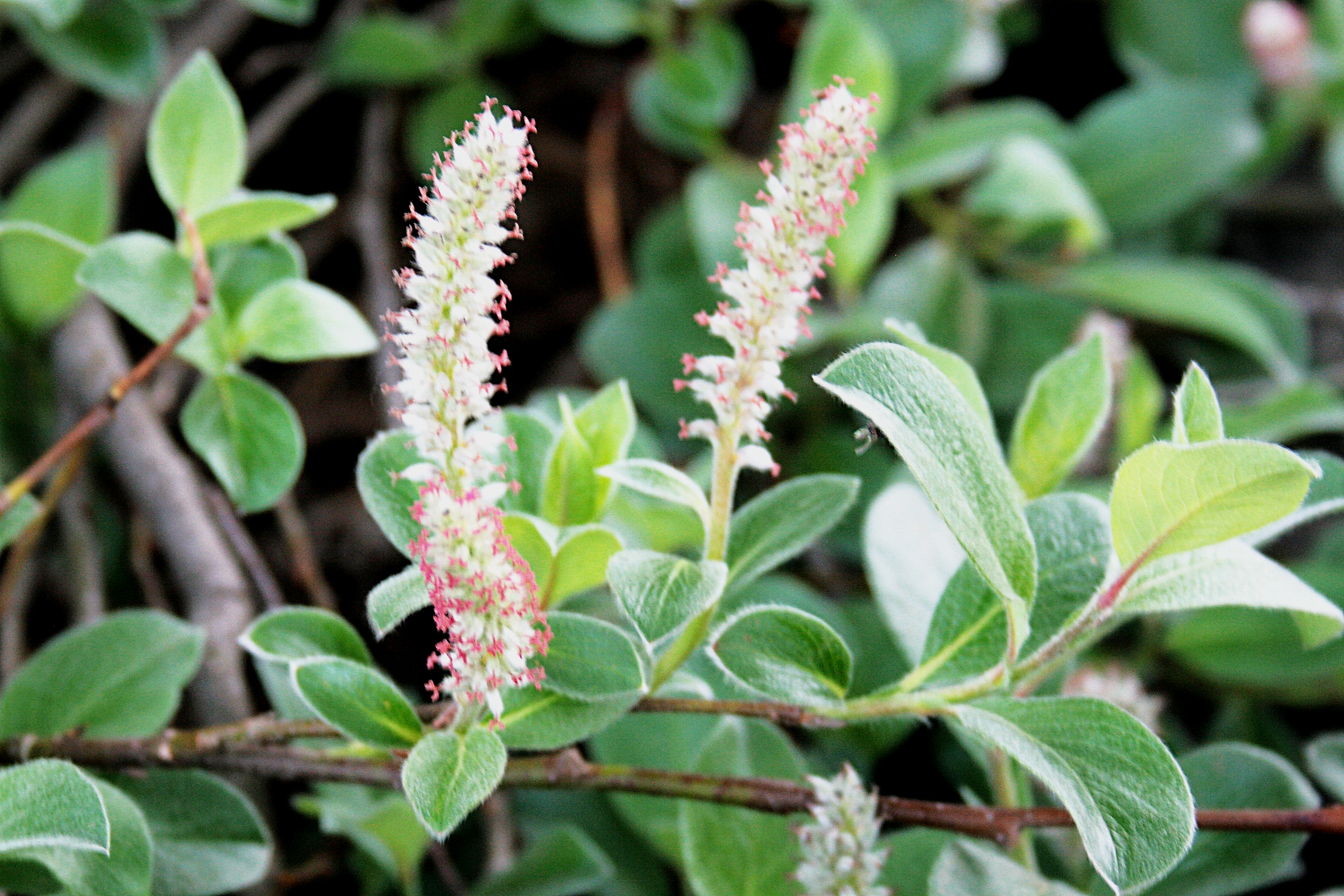
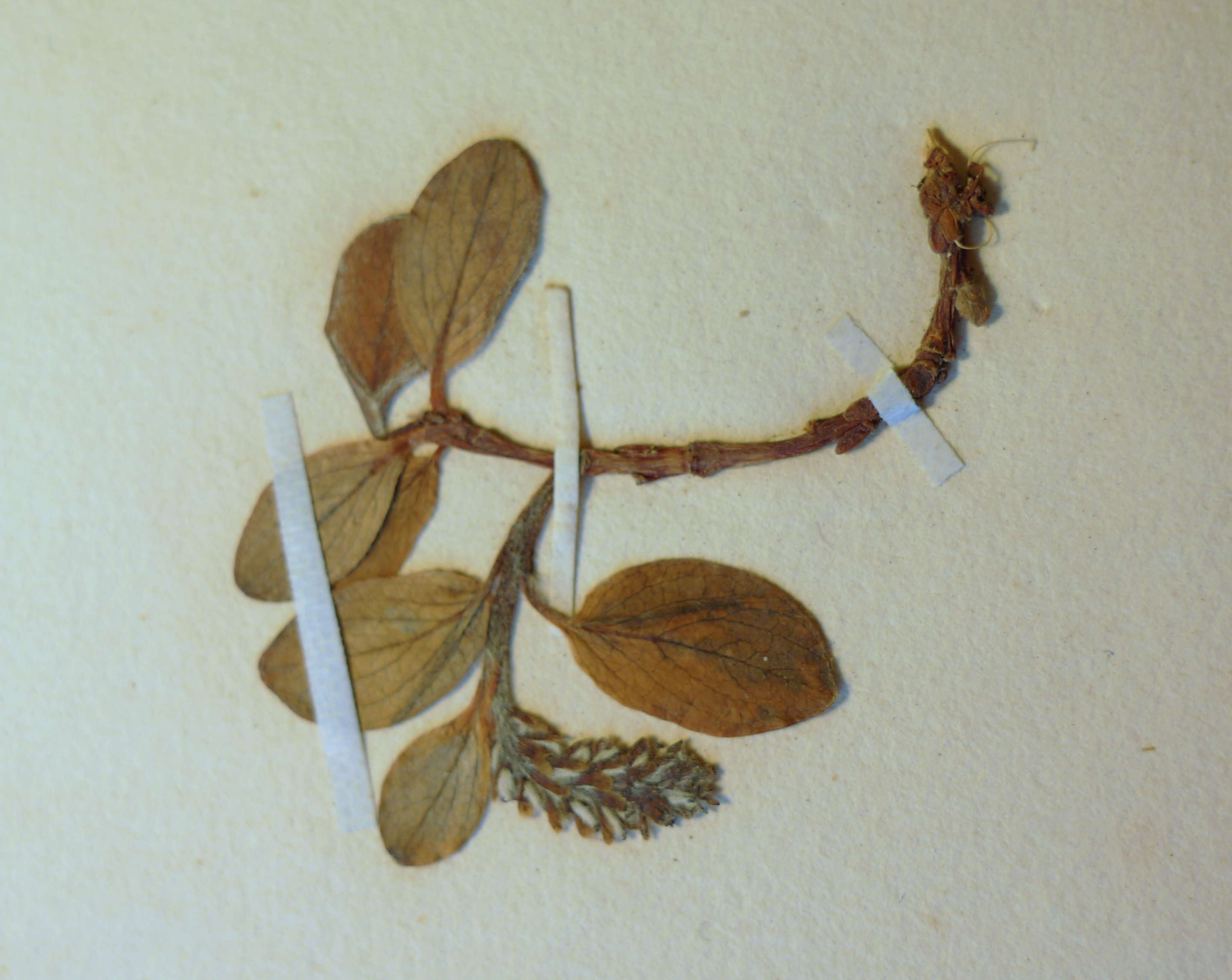
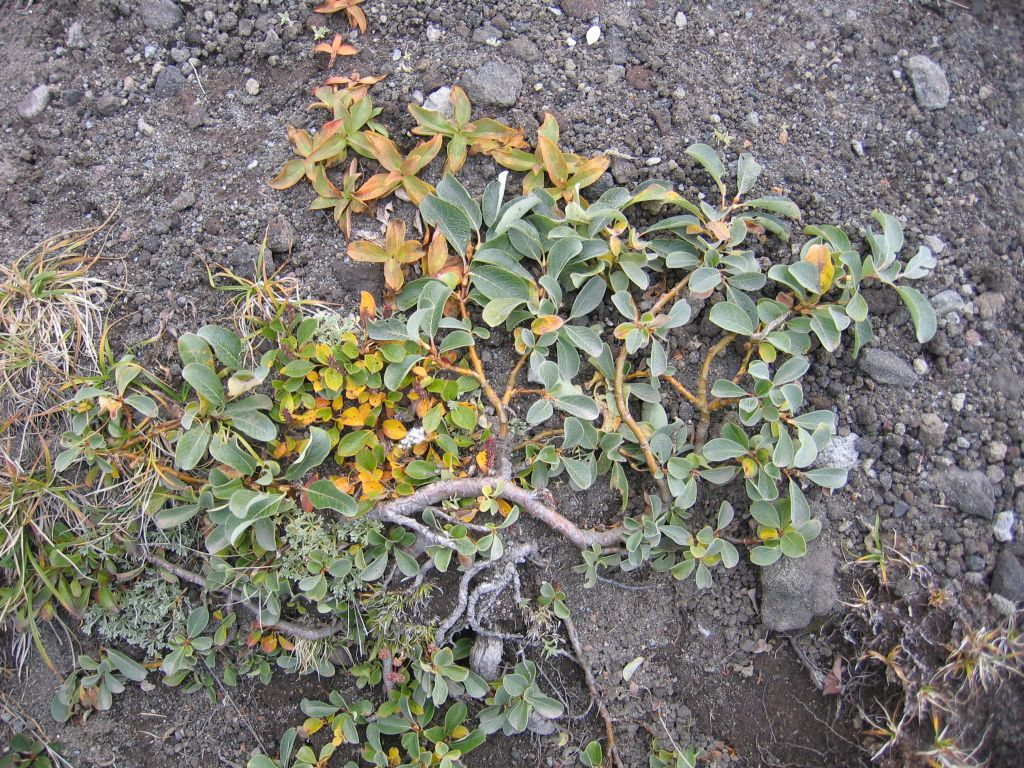
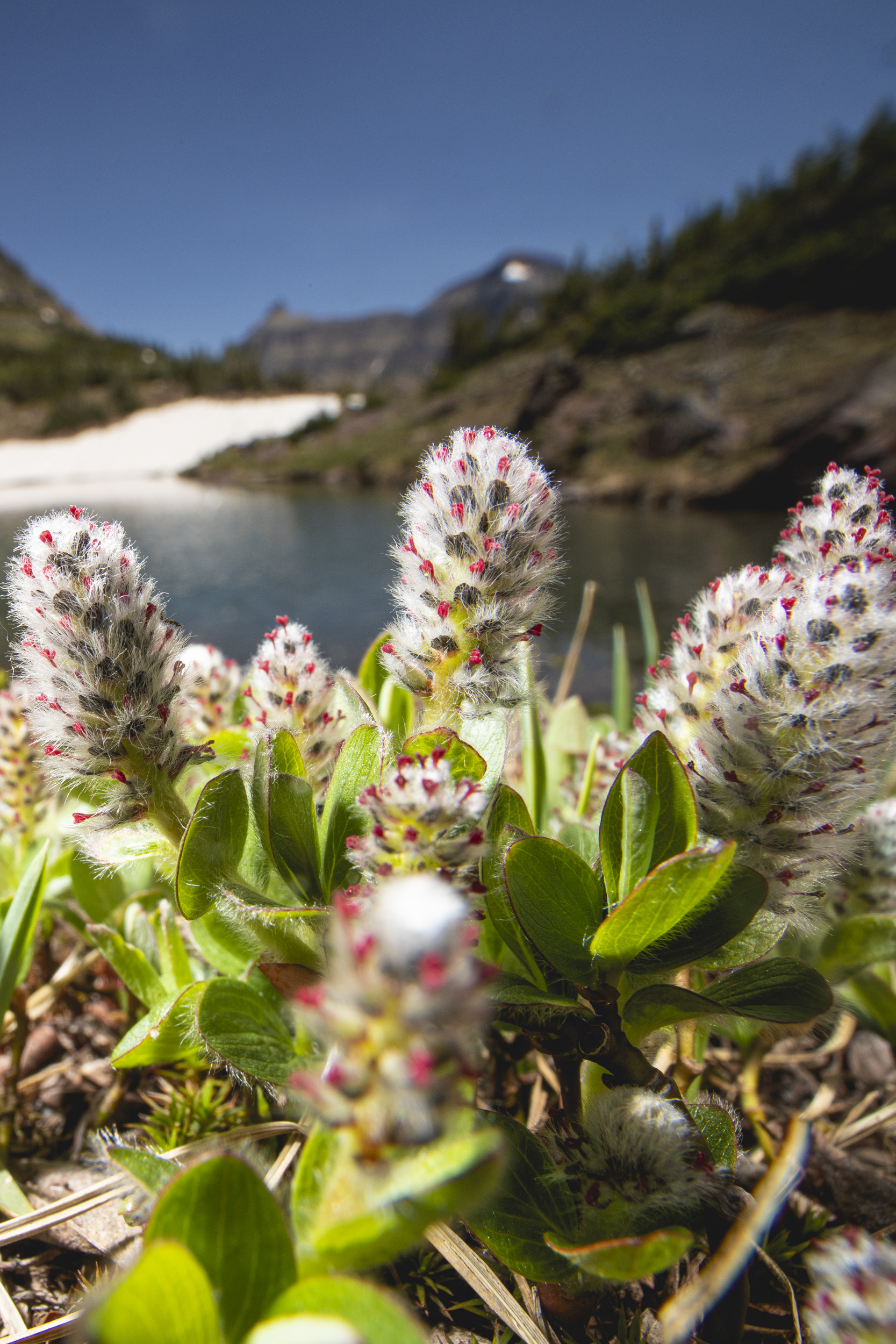
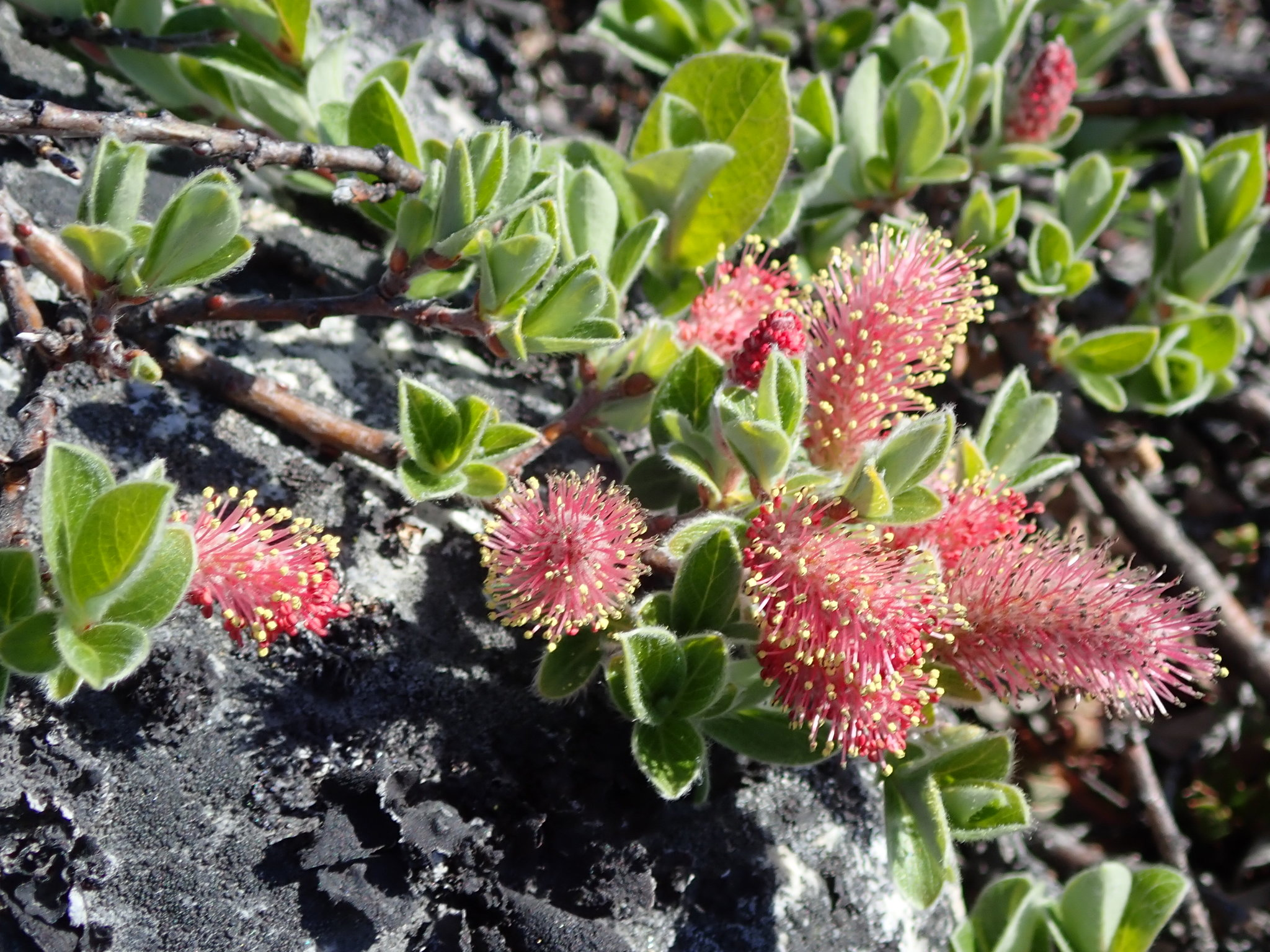
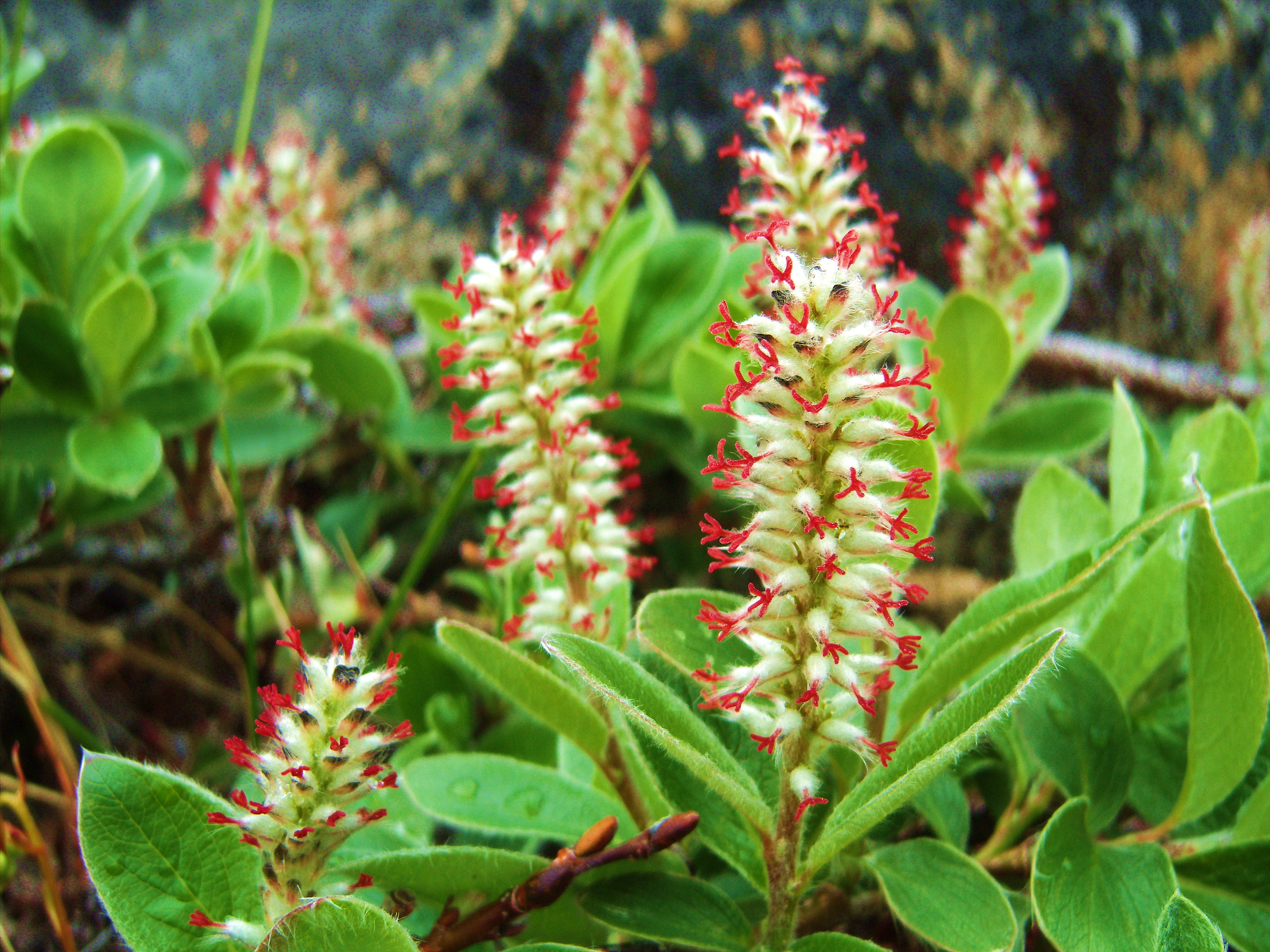